# San Roque (departement)
San Roque is een departement in de Argentijnse provincie Corrientes. Het departement (Spaans:  departamento) heeft een oppervlakte van 2.243 km² en telt 17.951 inwoners.

## Plaatsen in departement San Roque
- Chavarría
- Nueve de Julio
- Pedro R. Fernández
- San Roque